# Arraia-Maeztu
Arraia-Maeztu (officieel, Baskisch) of Arraya-Maestu (Spaans) is een gemeente in de Spaanse provincie Álava in de regio Baskenland met een oppervlakte van 123 km². Arraia-Maeztu telt 722 inwoners (1 januari 2016).

## Demografische ontwikkeling
Bron: INE; 1970-2011: volkstellingen
Opm.: Arraia-Maetzu ontstond in 1960 door de fusie van de gemeenten Apellániz, Arraya en Laminoria; in 1970 werd de gemeente Corres aangehecht
Alegría-Dulantzi · Amurrio · Añana · Aramaio · Armiñón · Arraia-Maeztu · Arrazua-Ubarrundia · Artziniega · Asparrena · Ayala/Aiara · Baños de Ebro/Mañueta · Barrundia · Berantevilla · Bernedo · Campezo/Kanpezu · Elburgo/Burgelu · Elciego · Elvillar/Bilar · Harana/Valle de Arana · Iruña de Oca/Iruña Oka · Iruraiz-Gauna · Kripan · Kuartango · Labastida · Lagrán · Laguardia · Lanciego/Lantziego · Lantarón · Lapuebla de Labarca · Laudio/Llodio · Legutiano · Leza · Moreda de Álava · Navaridas · Okondo · Oyón-Oion · Peñacerrada-Urizaharra · Ribera Alta · Ribera Baja/Erribera Beitia · Salvatierra/Agurain · Samaniego · San Millán/Donemiliaga · Urkabustaiz · Valdegovía · Villabuena de Álava/Eskuernaga · Vitoria-Gasteiz · Yécora/Iekora · Zalduondo · Zambrana · Zigoitia · Zuia